# 伯内尔·尼科利策
伯内尔·尼科利策（羅馬尼亞語：Bănel Nicoliță；1985年1月7日—）是一位羅馬尼亞足球運動員，在場上的位置通常是邊鋒，但也可擔任右後衛。他現在效力於羅馬尼亞球隊CS弗烏雷伊。他早期曾在羅馬尼亞足球乙級聯賽踢球。

## 外部連結
- Official FCSB profile 的存檔，存档日期2011-05-07. （羅馬尼亞語）
- 伯内尔·尼科利策在RomanianSoccer.ro和StatisticsFootball.com上的資料
- Soccerway資料庫：伯内尔·尼科利策